# Jörn
Jörn is een plaats in de gemeente Skellefteå in het landschap Västerbotten en de provincie Västerbottens län in Zweden. De plaats heeft 877 inwoners (2005) en een oppervlakte van 204 hectare. De plaats ligt aan de rivier de Grundträskån.

## Verkeer en vervoer
Bij de plaats loopt de Riksväg 95.
De plaats heeft een station aan de spoorlijn Boden - Bräcke. Vroeger was er ook de opgebroken spoorlijn Arvidsjaur - Jörn.

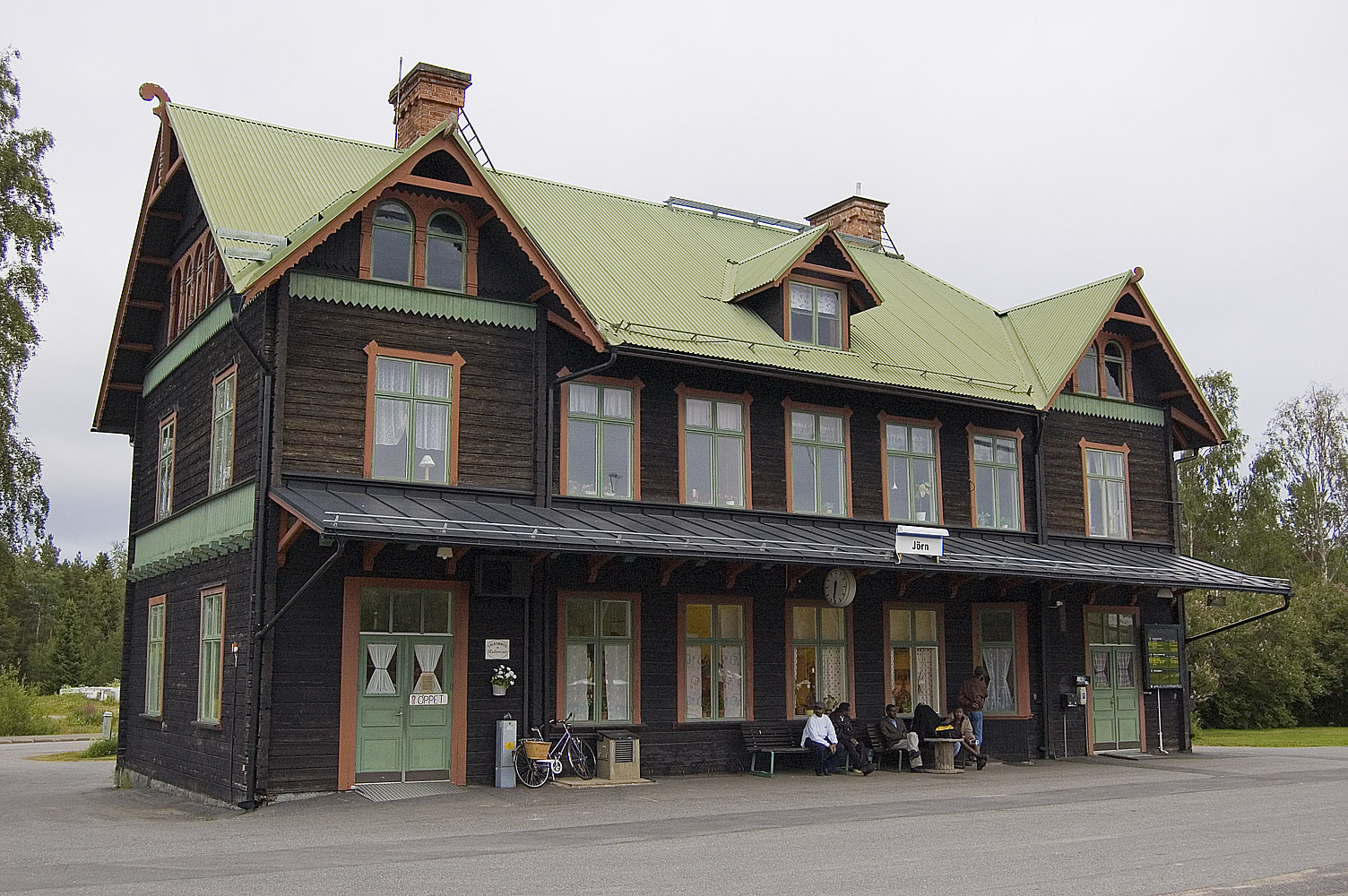
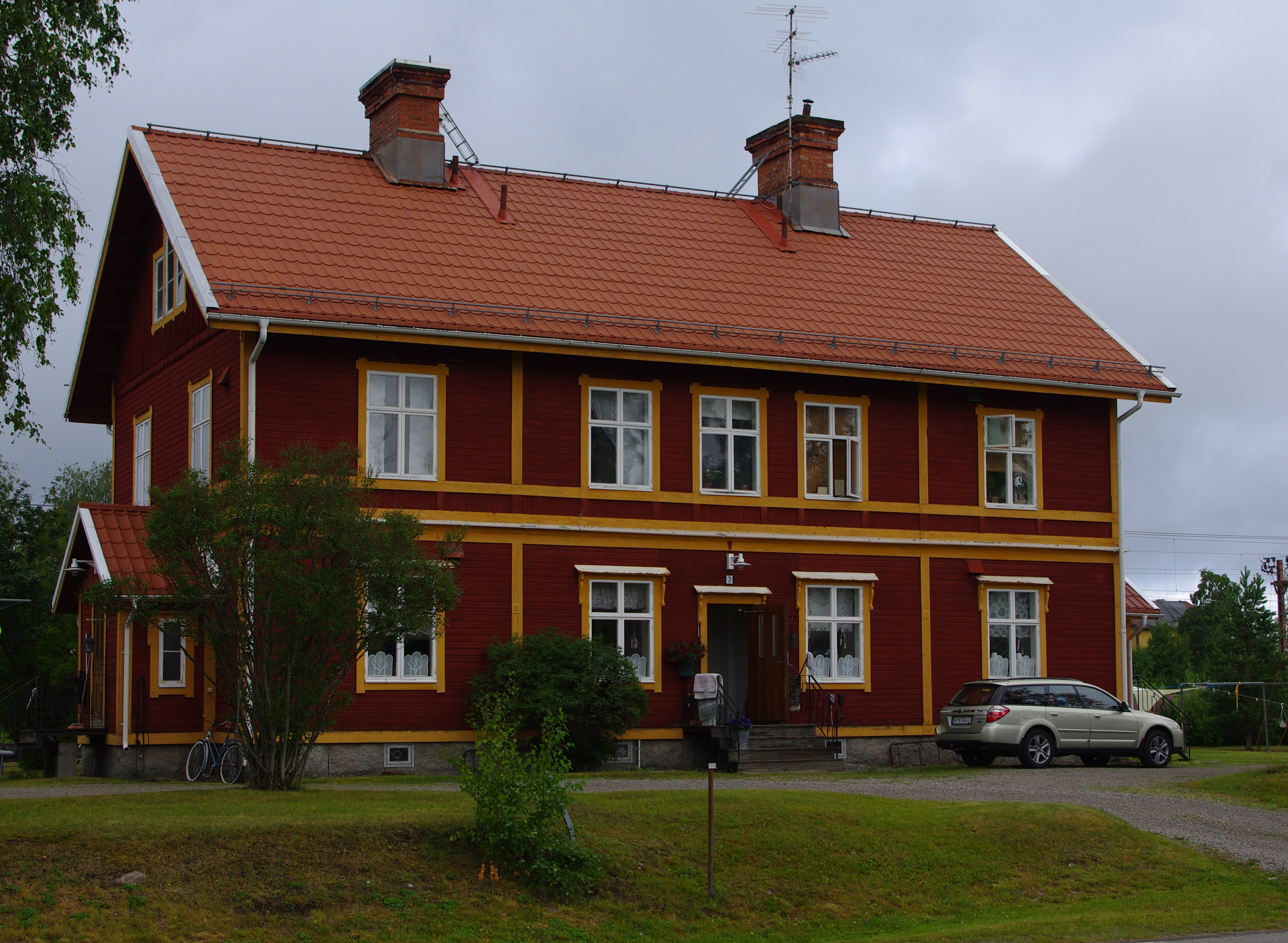
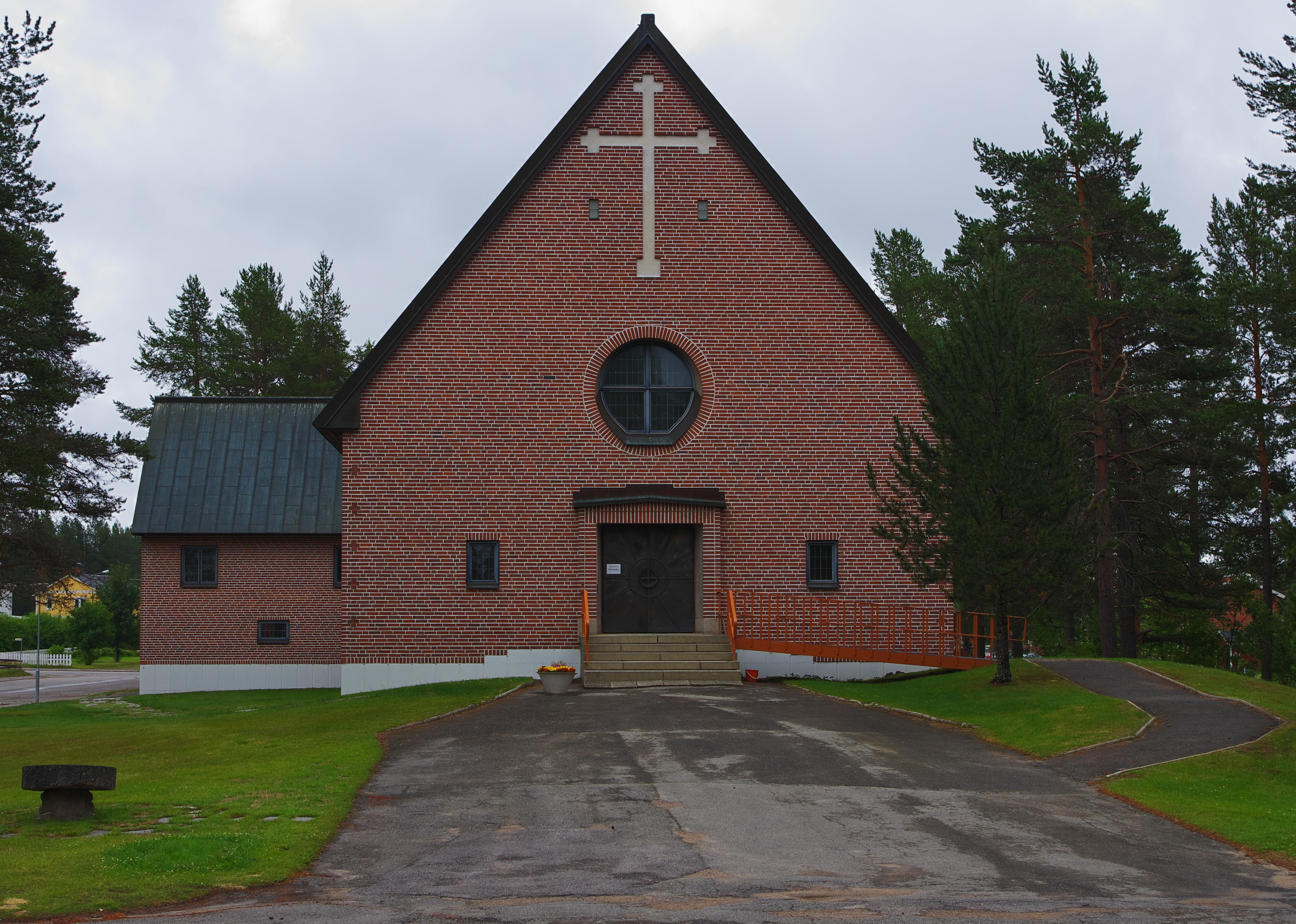